# Zachariasz Łyko
Zachariasz Marian Łyko (ur. 21 kwietnia 1929 w Zakopanem, zm. 22 stycznia 2008 w Warszawie) – polski duchowny i teolog adwentystyczny, profesor nauk teologicznych, duchowny Kościoła Adwentystów Dnia Siódmego w RP, prawnik, filozof, etyk, nauczyciel akademicki i publicysta, pisarz, działacz społeczny i ekumeniczny.

## Młodość i wykształcenie
Jego ojciec Franciszek Łyko był artystą rzeźbiarzem pochodzącym z rodu Łyków-Oboleńskich z Litwy. Matka Zofia Klay, była nauczycielką pochodzącą z Krakowa. Jego ojciec w 1927 roku przyjął poglądy adwentystyczne a w roku 1929 został ochrzczony. W roku 1935 Zachariasz Łyko przebywał wraz z rodzicami w Wilnie, gdzie rozpoczął naukę w szkole podstawowej.
W czasie okupacji niemieckiej uczył się w gimnazjum na kompletach tajnego nauczania. Brał również udział w działalności konspiracyjnego harcerstwa na Podhalu. W Krakowie ukończył Liceum Ogólnokształcące. W latach 1946–1951 studiował i ukończył z tytułem magistra praw studia na Wydziale Prawa Uniwersytetu Jagiellońskiego. Jednocześnie w tym okresie odbywał studia teologiczne w Seminarium Duchownym Unii Zborów Adwentystów Dnia Siódmego w Krakowie, które ukończył w 1949. W latach 60. studiował w Wielkiej Brytanii w Newbold College i w USA w Andrews University.

## Działalność kościelna i ekumeniczna
W 1948 został duchownym Unii Zborów Adwentystów Dnia Siódmego w Polsce. Był duszpasterzem zboru w Poznaniu i przez wiele lat członkiem naczelnych władz polskiego KADS. W 1953 roku był zwierzchnikiem Kościoła. 
Obserwator podczas obrad II Soboru Watykańskiego. Członek Komisji Tłumaczy Pisma Świętego (Biblii Ekumenicznej) Towarzystwa Biblijnego w Warszawie – kierował podzespołem Starego Testamentu. Współprzewodniczący Zespołu Dialogu Ekumenicznego Katolicko-Adwentystycznego. Od 1999 do śmierci pełnił funkcję Honorowego Doradcy Zarządu KADS. Był autorem wielu aktów prawa wewnętrznego KADS i współautorem projektu ustawy o stosunku państwa do tego Kościoła w Polsce. 
Z jego inicjatywy adwentyści od roku 1984 prowadzili dialog ekumeniczny z Kościołem katolickim. W 2008 roku, po śmierci Łyki, adwentyści zawiesili dialog z Kościołem katolickim. Przez okres 25 lat był współprzewodniczącym Komisji Dialogu Ekumenicznego Katolicko-Adwentystycznego. Uczestniczył w Tygodniu Powszechnej Modlitwy o Jedność Chrześcijan, brał udział w rozmaitych spotkaniach i inicjatywach ekumenicznych.
Według Zachariasza Łyki był on szantażowany przez bezpiekę, jego ojca Franciszka Łyki aresztowano i przywieziono do Warszawy celem wymuszenia nacisku politycznego na poglądy syna Zachariasza.
Przez kilkadziesiąt lat blisko współpracował z Bertem B. Beachem, dyrektorem Wydziału Spraw Publicznych i Wolności Religijnej Generalnej Konferencji KADS.

## Działalność akademicka
Przez wiele lat aż do śmierci był wykładowcą w Wyższym Seminarium Duchownym w Podkowie Leśnej (po 1989 przemianowanym na: Wyższa Szkoła Teologiczno-Humanistyczna im. Michała Beliny-Czechowskiego). W 1975 uzyskał w Chrześcijańskiej Akademii Teologicznej w Warszawie (ChAT) stopień naukowy doktora teologii, w której został zatrudniony w 1977. Po habilitacji w ChAT, pełnił w tej uczelni w latach 1984–1999 funkcję kierownika Katedry Filozofii, Etyki i Socjologii. Był także zatrudniony w Wyższej Szkole Finansów i Zarządzania w Warszawie na Wydziale Psychologii (do 2008).

## Działalność społeczna
Doradca w Sejmie IX kadencji i w Komisji Konstytucyjnej Zgromadzenia Narodowego w okresie przygotowywania nowej konstytucji Rzeczypospolitej Polskiej z 1997. Członek rzeczywisty Polskiej Akademii Olimpijskiej w Warszawie. Działacz społeczny na niwie przeciwdziałania alkoholizmowi, nikotynizmowi i narkomanii. Popularyzator praw człowieka, w tym tolerancji i wolności religijnej oraz pokoju, przyjaźni i dialogu wśród wierzących i niewierzących.

## Poglądy
Uważał, że doktryna o nieśmiertelności duszy jest niebiblijna, nie była znana w religii żydowskiej, ani w pierwotnym chrześcijaństwie. Katolicyzm zaczerpnął tę doktrynę z pogaństwa. Poglądy platońskie przekazał chrześcijaństwu Augustyn, ale genealogia katolickiego dogmatu sięga znacznie głębiej. Pierwszą naukę o nieśmiertelności wygłoszono już w rajskim ogrodzie i uczynił to szatan: „Żadnym sposobem śmiercią nie pomrzecie”. Dzisiaj szatan naucza: „grzech powoduje śmierć ciała, ale nie duszy”. Katolicka nauka o nieśmiertelności duszy jest echem słów szatana z rajskiego ogrodu.
W 2000 roku dokonał pozytywnej oceny stanowiska władz państwowych PRL wobec KADS w latach 1957–1988, choć podał także przykłady ich negatywnych zachowań wobec Kościoła.
Uważał, że Mojżesz jest autorem Pięcioksięgu, Jozue Księgi Jozuego, a Samuel Ksiąg Samuelowych.

## Członkostwo w stowarzyszeniach i korporacjach
- Międzynarodowe Towarzystwo Uniwersalizmu
- Okręgowa Izba Radców Prawnych w Warszawie
- Polskie Stowarzyszenie Wolności Religijnej
- Polskie Towarzystwo Antytytoniowe
- Polskie Towarzystwo Filozoficzne
- Stowarzyszenie Dziennikarzy Rzeczypospolitej Polskiej

## Działalność pisarska
Autor ponad 2 tys. artykułów oraz ponad trzydziestu książek. Znaczna część publikacji wydana została pod pseudonimami (np. Tadeusz Adwentowicz, Jan Grodzicki, Sławomir Rylski) i ukazała się w Wydawnictwie „Znaki Czasu”.
Wybrane publikacje zwarte
- Kościół dogmatów i tradycji, Wydawnictwo „Znaki Czasu”, Warszawa 1963 (wznowienie w 2000), książka wydana pod pseudonimem Jan Grodzicki
- Adwentyzm, Wydawnictwo „Znaki Czasu”, Warszawa 1970.
- Drogowskazy życia, Wydawnictwo „Znaki Czasu”, Warszawa 1970.
- Nauki Pisma Świętego, Wydawnictwo „Znaki Czasu” Warszawa 1971, 1974, 1983, 2008.
- Słowo do katolików, Wydawnictwo „Znaki Czasu”, Warszawa 1972.
- Spotkanie z Biblią, Wydawnictwo „Znaki Czasu”, Warszawa 1972.
- Bez nałogów, Wydawnictwo „Znaki Czasu”, Warszawa 1974.
- Moralność na co dzień, Wydawnictwo „Znaki Czasu”, Warszawa 1975, 1983.
- U stóp Jezusa, Wydawnictwo „Znaki Czasu”, Warszawa 1974.
- Geneza współczesnego adwentyzmu, Wydawnictwo „Znaki Czasu”, Warszawa 1979.
- Sytuacja prawna Kościoła Adwentystycznego w Polsce w okresie międzywojennym 1918-1939, Wydawnictwo „Znaki Czasu”, Warszawa 1979.
- Zdrowie i pogoda ducha (red.), Wydawnictwo „Znaki Czasu”, Warszawa 1981.
- Z chrześcijańskiej filozofii życia (red.), Wydawnictwo „Znaki Czasu”, Warszawa 1984.
- Socjopatologie w aspektach chrześcijańskiej etyki, Wydawnictwo „Znaki Czasu”, Warszawa 1987.
- Wstęp do Pisma Świętego, Wydawnictwo „Znaki Czasu”, Warszawa 1987.
- Kościół Adwentystów Dnia Siódmego, Warszawa 1988.
- Elementy psychologii ogólnej, Chrześcijańska Akademia Teologiczna w Warszawie, Warszawa 1989.
- Szlachetna idea tolerancji, Wydawnictwo „Znaki Czasu”, Warszawa 1989.
- Tajemnica rodzinnego szczęścia, Wydawnictwo „Znaki Czasu” 1989.
- Homiletyka współczesna (zarys), Wydawnictwo „Znaki Czasu” 1990.
- Kościół Adwentystyczny w Polsce, Wydawnictwo „Znaki Czasu”, Warszawa 1992.
- W trosce o zdrowie, Wydawnictwo „Znaki Czasu” 1995.
- Zarys filozofii chrześcijańskiej, Chrześcijańska Akademia Teologiczna w Warszawie, Warszawa 1995.
- Kościół Adwentystów Dnia Siódmego. Historia, nauka, ustrój, posłannictwo, Wydawnictwo „Znaki Czasu”, Warszawa 2000.
- Filozofia rekreacji, sportu i turystyki, Wydawnictwo Signa Temporis, Warszawa-Podkowa Leśna 2004.
- Etyka, Wydawnictwo Signa Temporis, Warszawa-Podkowa Leśna 2006.

## Odznaczenia
- Krzyż Komandorski z Gwiazdą Orderu Odrodzenia Polski (1998) za długoletnią działalność edukacyjną, kościelną, naukową i społeczną
- Krzyż Oficerski Orderu Odrodzenia Polski (1989)
- Krzyż Kawalerski Orderu Odrodzenia Polski (1979)
- Odznaka 1000-lecia Państwa Polskiego za działalność społeczną
- Dyplom Honorowego Olimpijczyka (2005)
- Medal Komisji Edukacji Narodowej (1990)
- Odznaka Zasłużony dla Zdrowia Narodu (1985) za zasługi na polu przeciwdziałania patologiom społecznym,
- Dyplom uznania za 25 lat działalności dziennikarskiej (1989) przyznany przez Stowarzyszenie Dziennikarzy Rzeczypospolitej Polskiej

## Miejsce pochówku

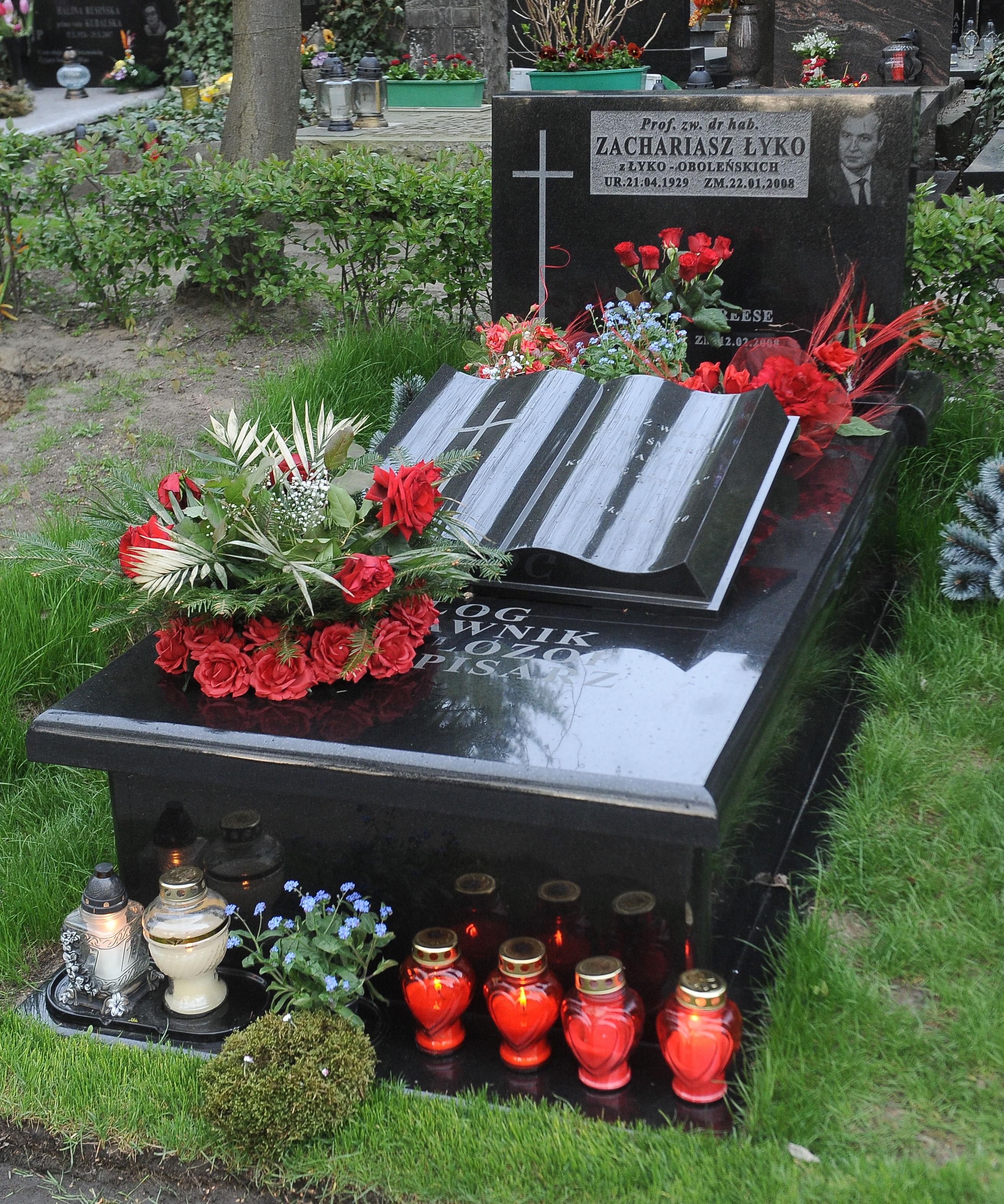
Grób Zachariasza Łyki

Pochowany 4 lutego 2008 w Alei Zasłużonych na Wojskowych Powązkach w Warszawie (kwatera A29-tuje-25).